# Interlands Luxemburgs voetbalelftal 1960-1969
Deze pagina toont een chronologisch en gedetailleerd overzicht van de interlands die het Luxemburgs voetbalelftal heeft gespeeld in de periode 1960 – 1969.

## Interlands

### 1960
|                                                                          |                                      |       |        |                                                                                      |
| 28 februari Vriendschappelijk № 182 «onderlinge duels» 15:00 uur (UTC+1) | Luxemburg                            | 2 – 5 | België | Stade Municipal, Luxemburg Toeschouwers: 6.000 Scheidsrechter: Pierre Schwinte (FRA) |
| 28 februari Vriendschappelijk № 182 «onderlinge duels» 15:00 uur (UTC+1) | Erny Brenner 16' François Konter 88' |       | ?      | Stade Municipal, Luxemburg Toeschouwers: 6.000 Scheidsrechter: Pierre Schwinte (FRA) |

|                                                                                                 |           |       |             |                                                                                    |
| 27 maart Olympisch kwalificatietoernooi voetbal 1960 № 183 «onderlinge duels» 15:00 uur (UTC+1) | Luxemburg | 0 – 0 | Zwitserland | Stade Municipal, Luxemburg Toeschouwers: 2.500 Scheidsrechter: Tage Sørensen (DEN) |
| 27 maart Olympisch kwalificatietoernooi voetbal 1960 № 183 «onderlinge duels» 15:00 uur (UTC+1) |           |       |             | Stade Municipal, Luxemburg Toeschouwers: 2.500 Scheidsrechter: Tage Sørensen (DEN) |

|                                                                               |                                                                                             |       |           |                                                                 |
| 10 april Olympisch kwalificatietoernooi voetbal 1960 № 184 «onderlinge duels» | Luxemburg                                                                                   | 5 – 3 | Frankrijk | Stade Municipal, Luxemburg Scheidsrechter: Johannes Malka (FRG) |
| 10 april Olympisch kwalificatietoernooi voetbal 1960 № 184 «onderlinge duels» | Erny Brenner 5' (pen.) Marcel Theis 7' Josy Kunnert 14' Louis Pilot 53' François Konter 75' |       | ?         | Stade Municipal, Luxemburg Scheidsrechter: Johannes Malka (FRG) |

|                                                                                                 |             |       |                                   |                                                                             |
| 13 april Olympisch kwalificatietoernooi voetbal 1960 № 185 «onderlinge duels» 20:15 uur (UTC+1) | Zwitserland | 2 – 2 | Luxemburg                         | St. Jakob-Park, Bazel Toeschouwers: 6.500 Scheidsrechter: Milan Fencl (TCH) |
| 13 april Olympisch kwalificatietoernooi voetbal 1960 № 185 «onderlinge duels» 20:15 uur (UTC+1) | ?           |       | 68' Josy Kunnert 87' Erny Brenner | St. Jakob-Park, Bazel Toeschouwers: 6.500 Scheidsrechter: Milan Fencl (TCH) |

|                                                                        |                                   |       |        |                                                                                        |
| 2 oktober Vriendschappelijk № 186 «onderlinge duels» 15:00 uur (UTC+1) | Luxemburg                         | 2 – 4 | België | Stade Municipal, Luxemburg Toeschouwers: 5.000 Scheidsrechter: Dries van Leeuwen (NED) |
| 2 oktober Vriendschappelijk № 186 «onderlinge duels» 15:00 uur (UTC+1) | Henri Cirelli 30' Léon Letsch 56' |       | ?      | Stade Municipal, Luxemburg Toeschouwers: 5.000 Scheidsrechter: Dries van Leeuwen (NED) |

|                                                                            |           |                                                                                               |          |                                                                                   |
| 19 oktober WK 1962 kwalificatie № 187 «onderlinge duels» 19:30 uur (UTC+1) | Luxemburg | 0 – 9                                                                                         | Engeland | Stade Municipal, Luxemburg Toeschouwers: 5.500 Scheidsrechter: Joop Martens (NED) |
| 19 oktober WK 1962 kwalificatie № 187 «onderlinge duels» 19:30 uur (UTC+1) |           | 3', 7', 66' Bobby Charlton 16', 83', 85' Jimmy Greaves 22', 46' Bobby Smith 61' Johnny Haynes |          | Stade Municipal, Luxemburg Toeschouwers: 5.500 Scheidsrechter: Joop Martens (NED) |

### 1961
|                                                                      |        |       |           |                                                                                 |
| 9 maart Vriendschappelijk № 188 «onderlinge duels» 19:00 uur (UTC+1) | België | 3 – 0 | Luxemburg | Stade Сommunal, Namen Toeschouwers: 4.000 Scheidsrechter: Pierre Schwinte (FRA) |
| 9 maart Vriendschappelijk № 188 «onderlinge duels» 19:00 uur (UTC+1) | ?      |       |           | Stade Сommunal, Namen Toeschouwers: 4.000 Scheidsrechter: Pierre Schwinte (FRA) |

|                                                                        |                                                                                |       |           |                                                                                            |
| 19 maart WK 1962 kwalificatie № 189 «onderlinge duels» 16:00 uur (UTC) | Portugal                                                                       | 6 – 0 | Luxemburg | Estádio Nacional do Jamor, Oeiras Toeschouwers: 17.000 Scheidsrechter: Daniel Mellet (SUI) |
| 19 maart WK 1962 kwalificatie № 189 «onderlinge duels» 16:00 uur (UTC) | José Águas 32' Yaúca 49', 53', 61' Fernand Brosius 83' (e.d.) Mário Coluna 85' |       |           | Estádio Nacional do Jamor, Oeiras Toeschouwers: 17.000 Scheidsrechter: Daniel Mellet (SUI) |

|                                                                       |              |       |        |                                                                                     |
| 30 april Vriendschappelijk № 190 «onderlinge duels» 16:00 uur (UTC+1) | Luxemburg    | 1 – 2 | Italië | Stade Municipal, Luxemburg Toeschouwers: 6.000 Scheidsrechter: Arthur Blavier (BEL) |
| 30 april Vriendschappelijk № 190 «onderlinge duels» 16:00 uur (UTC+1) | Paul May 10' |       | ?      | Stade Municipal, Luxemburg Toeschouwers: 6.000 Scheidsrechter: Arthur Blavier (BEL) |

|                                                                     |           |       |              |                                                                                     |
| 11 mei Vriendschappelijk № 191 «onderlinge duels» 15:30 uur (UTC+1) | Frankrijk | 4 – 1 | Luxemburg    | Stade Municipal, Longwy Toeschouwers: 3.000 Scheidsrechter: Dries van Leeuwen (NED) |
| 11 mei Vriendschappelijk № 191 «onderlinge duels» 15:30 uur (UTC+1) | ?         |       | 74' Paul May | Stade Municipal, Longwy Toeschouwers: 3.000 Scheidsrechter: Dries van Leeuwen (NED) |

|                                                                     |             |       |                                    |                                                                                 |
| 28 mei Vriendschappelijk № 192 «onderlinge duels» 17:00 uur (UTC+1) | Zwitserland | 4 – 2 | Luxemburg                          | Stadion Allmend, Luzern Toeschouwers: 2.500 Scheidsrechter: José Barberan (FRA) |
| 28 mei Vriendschappelijk № 192 «onderlinge duels» 17:00 uur (UTC+1) | ?           |       | 38' Ady Schmit 51' Jean Vandivinit | Stadion Allmend, Luzern Toeschouwers: 2.500 Scheidsrechter: José Barberan (FRA) |

|                                                    |        |       |           |                                                                 |
| 10 juni Vriendschappelijk № 193 «onderlinge duels» | Italië | 1 – 0 | Luxemburg | Stadio Alberto Braglia, Modena Scheidsrechter: Sepp Gulde (SUI) |
| 10 juni Vriendschappelijk № 193 «onderlinge duels» | ?      |       |           | Stadio Alberto Braglia, Modena Scheidsrechter: Sepp Gulde (SUI) |

|                                                                          |                |       |           |                                                                                     |
| 6 september Vriendschappelijk № 194 «onderlinge duels» 19:45 uur (UTC+1) | West-Duitsland | 5 – 0 | Luxemburg | Stadion am Zoo, Wuppertal Toeschouwers: 25.000 Scheidsrechter: Johannes Malka (FRG) |
| 6 september Vriendschappelijk № 194 «onderlinge duels» 19:45 uur (UTC+1) | ?              |       |           | Stadion am Zoo, Wuppertal Toeschouwers: 25.000 Scheidsrechter: Johannes Malka (FRG) |

|                                                                              |                                                            |       |                    |                                                                                  |
| 28 september WK 1962 kwalificatie № 195 «onderlinge duels» 19:30 uur (UTC+1) | Engeland                                                   | 4 – 1 | Luxemburg          | Arsenal Stadium, Londen Toeschouwers: 33.409 Scheidsrechter: Gérard Versyp (BEL) |
| 28 september WK 1962 kwalificatie № 195 «onderlinge duels» 19:30 uur (UTC+1) | Ray Pointer 35' Dennis Viollet 37' Bobby Charlton 45', 76' |       | 69' Camille Dimmer | Arsenal Stadium, Londen Toeschouwers: 33.409 Scheidsrechter: Gérard Versyp (BEL) |

|                                                                           |                                             |       |                       |                                                                                       |
| 8 oktober WK 1962 kwalificatie № 196 «onderlinge duels» 15:30 uur (UTC+1) | Luxemburg                                   | 4 – 2 | Portugal              | Stade Municipal, Luxemburg Toeschouwers: 5.229 Scheidsrechter: Kurt Tschenscher (FRG) |
| 8 oktober WK 1962 kwalificatie № 196 «onderlinge duels» 15:30 uur (UTC+1) | Ady Schmit 27', 53', 56' Nicky Hoffmann 84' |       | 82' Eusébio 89' Yaúca | Stade Municipal, Luxemburg Toeschouwers: 5.229 Scheidsrechter: Kurt Tschenscher (FRG) |

|                                                                          |        |       |                    |                                                                                 |
| 12 november Vriendschappelijk № 197 «onderlinge duels» 15:00 uur (UTC+1) | België | 2 – 1 | Luxemburg          | Villapark, Turnhout Toeschouwers: 7.500 Scheidsrechter: Dries van Leeuwen (NED) |
| 12 november Vriendschappelijk № 197 «onderlinge duels» 15:00 uur (UTC+1) | ?      |       | 78' René Schneider | Villapark, Turnhout Toeschouwers: 7.500 Scheidsrechter: Dries van Leeuwen (NED) |

|                                                                          |           |       |           | |
| 10 december Vriendschappelijk № 198 «onderlinge duels» 14:45 uur (UTC+1) | Luxemburg | 0 – 2 | Frankrijk | Emile Mayrischstadion, Esch-sur-Alzette Toeschouwers: 5.500 Scheidsrechter: Raymond Lespineux (BEL) |
| 10 december Vriendschappelijk № 198 «onderlinge duels» 14:45 uur (UTC+1) |           | ?     |           | Emile Mayrischstadion, Esch-sur-Alzette Toeschouwers: 5.500 Scheidsrechter: Raymond Lespineux (BEL) |

### 1962
|                                                                      |           |       |           |                                                                                         |
| 7 maart Vriendschappelijk № 199 «onderlinge duels» 17:00 uur (UTC+1) | Nederland | 2 – 0 | Luxemburg | Nieuw-Monnikenhuize, Arnhem Toeschouwers: 6.000 Scheidsrechter: Lucien Van Nuffel (BEL) |
| 7 maart Vriendschappelijk № 199 «onderlinge duels» 17:00 uur (UTC+1) | ?         |       |           | Nieuw-Monnikenhuize, Arnhem Toeschouwers: 6.000 Scheidsrechter: Lucien Van Nuffel (BEL) |

|                                                                      |                   |       |        |                                                                                  |
| 1 april Vriendschappelijk № 200 «onderlinge duels» 15:30 uur (UTC+1) | Luxemburg         | 1 – 4 | België | Stade Municipal, Luxemburg Toeschouwers: 4.500 Scheidsrechter: Jean Tricot (FRA) |
| 1 april Vriendschappelijk № 200 «onderlinge duels» 15:30 uur (UTC+1) | Henri Cirelli 22' |       | ?      | Stade Municipal, Luxemburg Toeschouwers: 4.500 Scheidsrechter: Jean Tricot (FRA) |

|                                                     |                |       |                                              |                                                                                        |
| 11 april Vriendschappelijk № 201 «onderlinge duels» | Luxemburg      | 1 – 3 | Sovjet-Unie                                  | Stade Municipal, Luxemburg Toeschouwers: 8.000 Scheidsrechter: Raymond Lespineux (BEL) |
| 11 april Vriendschappelijk № 201 «onderlinge duels» | Ady Schmit 18' |       | 7', 32' Aleksey Mamykin 40' Gennadiy Gusarov | Stade Municipal, Luxemburg Toeschouwers: 8.000 Scheidsrechter: Raymond Lespineux (BEL) |

|                                                                         |           |       |        |                                                                                  |
| 14 oktober Vriendschappelijk № 202 «onderlinge duels» 15:30 uur (UTC+1) | Luxemburg | 0 – 2 | België | Stade Municipal, Luxemburg Toeschouwers: 6.000 Scheidsrechter: Piet Roomer (NED) |
| 14 oktober Vriendschappelijk № 202 «onderlinge duels» 15:30 uur (UTC+1) |           | ?     |        | Stade Municipal, Luxemburg Toeschouwers: 6.000 Scheidsrechter: Piet Roomer (NED) |

|                                                                          |                                      |       |           |                                                                                     |
| 11 november Vriendschappelijk № 203 «onderlinge duels» 15:00 uur (UTC+1) | Luxemburg                            | 2 – 6 | Nederland | Stade Municipal, Luxemburg Toeschouwers: 1.000 Scheidsrechter: Johannes Malka (FRG) |
| 11 november Vriendschappelijk № 203 «onderlinge duels» 15:00 uur (UTC+1) | Jean Hemmerling 16' Erny Brenner 87' |       | ?         | Stade Municipal, Luxemburg Toeschouwers: 1.000 Scheidsrechter: Johannes Malka (FRG) |

|                                                                          |                   |       |             |                                                                                                 |
| 22 december Vriendschappelijk № 204 «onderlinge duels» 19:00 uur (UTC+1) | Luxemburg         | 1 – 2 | Zwitserland | Emile Mayrischstadion, Esch-sur-Alzette Toeschouwers: 800 Scheidsrechter: Pierre Schwinte (FRA) |
| 22 december Vriendschappelijk № 204 «onderlinge duels» 19:00 uur (UTC+1) | Johny Léonard 28' |       | ?           | Emile Mayrischstadion, Esch-sur-Alzette Toeschouwers: 800 Scheidsrechter: Pierre Schwinte (FRA) |

### 1963
|                                                    |        |       |           |                                                                                   |
| 3 maart Vriendschappelijk № 205 «onderlinge duels» | België | 3 – 0 | Luxemburg | Albertparkstadion, Oostende Toeschouwers: 7.500 Scheidsrechter: Jean Tricot (FRA) |
| 3 maart Vriendschappelijk № 205 «onderlinge duels» | ?      |       |           | Albertparkstadion, Oostende Toeschouwers: 7.500 Scheidsrechter: Jean Tricot (FRA) |

|                                                                      |           |       |        |                                                                                    |
| 7 april Vriendschappelijk № 206 «onderlinge duels» 15:30 uur (UTC+1) | Luxemburg | 0 – 2 | Italië | Stade Municipal, Luxemburg Toeschouwers: 4.500 Scheidsrechter: Joseph Hannet (BEL) |
| 7 april Vriendschappelijk № 206 «onderlinge duels» 15:30 uur (UTC+1) |           | ?     |        | Stade Municipal, Luxemburg Toeschouwers: 4.500 Scheidsrechter: Joseph Hannet (BEL) |

|                                                                    |           |       |           |                                                                                         |
| 1 mei Vriendschappelijk № 207 «onderlinge duels» 15:30 uur (UTC+1) | Frankrijk | 4 – 0 | Luxemburg | Stade de Bourtzwiller, Mulhouse Toeschouwers: 3.116 Scheidsrechter: Anton Bucheli (SUI) |
| 1 mei Vriendschappelijk № 207 «onderlinge duels» 15:30 uur (UTC+1) | ?         |       |           | Stade de Bourtzwiller, Mulhouse Toeschouwers: 3.116 Scheidsrechter: Anton Bucheli (SUI) |

|                                                                              |                  |       |              |                                                                                        |
| 11 september EK 1964 kwalificatie № 208 «onderlinge duels» 20:00 uur (UTC+1) | Nederland        | 1 – 1 | Luxemburg    | Olympisch Stadion, Amsterdam Toeschouwers: 36.523 Scheidsrechter: Arthur Blavier (BEL) |
| 11 september EK 1964 kwalificatie № 208 «onderlinge duels» 20:00 uur (UTC+1) | Klaas Nuninga 5' |       | 34' Paul May | Olympisch Stadion, Amsterdam Toeschouwers: 36.523 Scheidsrechter: Arthur Blavier (BEL) |

|                                                                         |                                                    |       |           | |
| 27 oktober Vriendschappelijk № 209 «onderlinge duels» 15:00 uur (UTC+1) | Luxemburg                                          | 3 – 3 | Frankrijk | Emile Mayrischstadion, Esch-sur-Alzette Toeschouwers: 8.500 Scheidsrechter: Dries van Leeuwen (NED) |
| 27 oktober Vriendschappelijk № 209 «onderlinge duels» 15:00 uur (UTC+1) | Henri Klein 4' Paul May 6' Jean-Pierre Fiedler 34' |       | ?         | Emile Mayrischstadion, Esch-sur-Alzette Toeschouwers: 8.500 Scheidsrechter: Dries van Leeuwen (NED) |

|                                                                            |                  |       |                         |                                                                           |
| 30 oktober EK 1964 kwalificatie № 210 «onderlinge duels» 20:15 uur (UTC+1) | Nederland        | 1 – 2 | Luxemburg               | De Kuip, Rotterdam Toeschouwers: 42.385 Scheidsrechter: Marcel Bois (FRA) |
| 30 oktober EK 1964 kwalificatie № 210 «onderlinge duels» 20:15 uur (UTC+1) | Piet Kruiver 35' |       | 20', 68' Camille Dimmer | De Kuip, Rotterdam Toeschouwers: 42.385 Scheidsrechter: Marcel Bois (FRA) |

|                                                                         |        |       |                                           |                                                                             |
| 1 december Vriendschappelijk № 211 «onderlinge duels» 14:30 uur (UTC+1) | België | 4 – 2 | Luxemburg                                 | Mijnstadion, Beringen Toeschouwers: 5.000 Scheidsrechter: Jean Tricot (FRA) |
| 1 december Vriendschappelijk № 211 «onderlinge duels» 14:30 uur (UTC+1) | ?      |       | 35' Jean-Pierre Fiedler 36' Johny Léonard | Mijnstadion, Beringen Toeschouwers: 5.000 Scheidsrechter: Jean Tricot (FRA) |

|                                                                            |                                     |       |                          |                                                                                      |
| 4 december EK 1964 kwalificatie № 212 «onderlinge duels» 19:30 uur (UTC+1) | Luxemburg                           | 3 – 3 | Denemarken               | Stade Municipal, Luxemburg Toeschouwers: 6.921 Scheidsrechter: Pierre Schwinte (FRA) |
| 4 december EK 1964 kwalificatie № 212 «onderlinge duels» 19:30 uur (UTC+1) | Louis Pilot 1' Henri Klein 24', 49' |       | 10', 32', 46' Ole Madsen | Stade Municipal, Luxemburg Toeschouwers: 6.921 Scheidsrechter: Pierre Schwinte (FRA) |

|                                                                             |                     |       |                                  |                                                                                            |
| 10 december EK 1964 kwalificatie № 213 «onderlinge duels» 19:00 uur (UTC+1) | Denemarken          | 2 – 2 | Luxemburg                        | Københavns Idrætspark, Kopenhagen Toeschouwers: 36.294 Scheidsrechter: José Barberan (FRA) |
| 10 december EK 1964 kwalificatie № 213 «onderlinge duels» 19:00 uur (UTC+1) | Ole Madsen 15', 70' |       | 12' Johny Léonard 84' Ady Schmit | Københavns Idrætspark, Kopenhagen Toeschouwers: 36.294 Scheidsrechter: José Barberan (FRA) |

|                                                                             |                |       |           |                                                                                    |
| 18 december EK 1964 kwalificatie № 214 «onderlinge duels» 20:15 uur (UTC+1) | Denemarken     | 1 – 0 | Luxemburg | Olympisch Stadion, Amsterdam Toeschouwers: 5.700 Scheidsrechter: Piet Roomer (NED) |
| 18 december EK 1964 kwalificatie № 214 «onderlinge duels» 20:15 uur (UTC+1) | Ole Madsen 43' |       |           | Olympisch Stadion, Amsterdam Toeschouwers: 5.700 Scheidsrechter: Piet Roomer (NED) |

### 1964
|                                                                       |        |       |           |                                                                                         |
| 25 april Vriendschappelijk № 215 «onderlinge duels» 16:00 uur (UTC+1) | Italië | 5 – 0 | Luxemburg | Stadio Mirabello, Reggio Emilia Toeschouwers: 7.500 Scheidsrechter: Paul Schiller (AUT) |
| 25 april Vriendschappelijk № 215 «onderlinge duels» 16:00 uur (UTC+1) | ?      |       |           | Stadio Mirabello, Reggio Emilia Toeschouwers: 7.500 Scheidsrechter: Paul Schiller (AUT) |

|                                                                    |           |       |        |                                                                                    |
| 3 mei Vriendschappelijk № 216 «onderlinge duels» 17:30 uur (UTC+1) | Luxemburg | 0 – 1 | België | Stade Municipal, Luxemburg Toeschouwers: 2.500 Scheidsrechter: Johny Léonard (FRG) |
| 3 mei Vriendschappelijk № 216 «onderlinge duels» 17:30 uur (UTC+1) |           | ?     |        | Stade Municipal, Luxemburg Toeschouwers: 2.500 Scheidsrechter: Johny Léonard (FRG) |

|                                                                              |                                                           |       |                |                                                                                   |
| 20 september WK 1966 kwalificatie № 217 «onderlinge duels» 15:45 uur (UTC+1) | Joegoslavië                                               | 3 – 1 | Luxemburg      | JNA Stadion, Belgrado Toeschouwers: 22.166 Scheidsrechter: Petros Tzouvaras (GRE) |
| 20 september WK 1966 kwalificatie № 217 «onderlinge duels» 15:45 uur (UTC+1) | Vladica Kovačević 14' Dražan Jerković 24' Milan Galić 87' |       | 71' Ady Schmit | JNA Stadion, Belgrado Toeschouwers: 22.166 Scheidsrechter: Petros Tzouvaras (GRE) |

|                                                                           |           |                                   |           |                                                                                    |
| 4 oktober WK 1966 kwalificatie № 218 «onderlinge duels» 15:30 uur (UTC+1) | Luxemburg | 0 – 2                             | Frankrijk | Stade Municipal, Luxemburg Toeschouwers: 17.536 Scheidsrechter: Vital Loraux (BEL) |
| 4 oktober WK 1966 kwalificatie № 218 «onderlinge duels» 15:30 uur (UTC+1) |           | 17' André Guy 80' Marcel Artelesa |           | Stade Municipal, Luxemburg Toeschouwers: 17.536 Scheidsrechter: Vital Loraux (BEL) |

|                                                                         |        |       |                 |                                                                                                  |
| 21 oktober Vriendschappelijk № 219 «onderlinge duels» 15:00 uur (UTC+2) | België | 5 – 1 | Luxemburg       | Gemeentelijk Sportcentrum, Tongeren Toeschouwers: 4.000 Scheidsrechter: Günther Baumgärtel (FRG) |
| 21 oktober Vriendschappelijk № 219 «onderlinge duels» 15:00 uur (UTC+2) | ?      |       | 82' Henri Klein | Gemeentelijk Sportcentrum, Tongeren Toeschouwers: 4.000 Scheidsrechter: Günther Baumgärtel (FRG) |

|                                                                            |           |                                   |           |                                                                                     |
| 8 november WK 1966 kwalificatie № 220 «onderlinge duels» 15:00 uur (UTC+1) | Luxemburg | 0 – 2                             | Noorwegen | Stade Municipal, Luxemburg Toeschouwers: 8.130 Scheidsrechter: Godfrey Powell (WAL) |
| 8 november WK 1966 kwalificatie № 220 «onderlinge duels» 15:00 uur (UTC+1) |           | 28' Erik Johansen 72' Harald Berg |           | Stade Municipal, Luxemburg Toeschouwers: 8.130 Scheidsrechter: Godfrey Powell (WAL) |

### 1965
|                                                        |                |       |           |                                                                      |
| 17 februari Vriendschappelijk № 221 «onderlinge duels» | West-Duitsland | 6 – 0 | Luxemburg | Tivoli, Aken Toeschouwers: 5.000 Scheidsrechter: Joseph Hannet (BEL) |
| 17 februari Vriendschappelijk № 221 «onderlinge duels» | ?              |       |           | Tivoli, Aken Toeschouwers: 5.000 Scheidsrechter: Joseph Hannet (BEL) |

|                                                                          |                              |       |        |                                                                                     |
| 28 februari Vriendschappelijk № 222 «onderlinge duels» 15:00 uur (UTC+1) | Luxemburg                    | 2 – 2 | België | Stade Municipal, Luxemburg Toeschouwers: 4.000 Scheidsrechter: Johannes Malka (FRG) |
| 28 februari Vriendschappelijk № 222 «onderlinge duels» 15:00 uur (UTC+1) | Jean Klein 4' Louis Pilot 5' |       | ?      | Stade Municipal, Luxemburg Toeschouwers: 4.000 Scheidsrechter: Johannes Malka (FRG) |

|                                                                        |                                                                           |       |                                        |                                                                                          |
| 27 mei WK 1966 kwalificatie № 223 «onderlinge duels» 13:00 uur (UTC+2) | Noorwegen                                                                 | 4 – 2 | Luxemburg                              | Lerkendalstadion, Trondheim Toeschouwers: 22.319 Scheidsrechter: Martti Hirviniemi (FIN) |
| 27 mei WK 1966 kwalificatie № 223 «onderlinge duels» 13:00 uur (UTC+2) | Arne Pedersen 16' Erik Johansen 61' Kai Sjøberg 66' Per Kristoffersen 77' |       | 10' (pen.) Erny Brenner 26' Edy Dublin | Lerkendalstadion, Trondheim Toeschouwers: 22.319 Scheidsrechter: Martti Hirviniemi (FIN) |

|                                                                              |                      |       |                                                                   |                                                                                    |
| 19 september WK 1966 kwalificatie № 224 «onderlinge duels» 15:30 uur (UTC+1) | Luxemburg            | 2 – 5 | Joegoslavië                                                       | Stade Municipal, Luxemburg Toeschouwers: 10.780 Scheidsrechter: Zdeněk Valeš (TCH) |
| 19 september WK 1966 kwalificatie № 224 «onderlinge duels» 15:30 uur (UTC+1) | Louis Pilot 39', 50' |       | 3', 11' Milan Galić 37', 58' Dragan Džajić 42' Džemaludin Mušović | Stade Municipal, Luxemburg Toeschouwers: 10.780 Scheidsrechter: Zdeněk Valeš (TCH) |

|                                                                           |           |       |           |                                                                                     |
| 29 september Vriendschappelijk № 225 «onderlinge duels» 20:00 uur (UTC+1) | Nederland | 3 – 0 | Luxemburg | Zuiderparkstadion, Den Haag Toeschouwers: 10.000 Scheidsrechter: Helmut Fritz (FRG) |
| 29 september Vriendschappelijk № 225 «onderlinge duels» 20:00 uur (UTC+1) | ?         |       |           | Zuiderparkstadion, Den Haag Toeschouwers: 10.000 Scheidsrechter: Helmut Fritz (FRG) |

|                                                                            |                                                |       |                 |                                                                                               |
| 6 november WK 1966 kwalificatie № 226 «onderlinge duels» 15:00 uur (UTC+1) | Frankrijk                                      | 4 – 1 | Luxemburg       | Stade Vélodrome, Marseille Toeschouwers: 30.080 Scheidsrechter: Daniel Zariquiegui Izco (ESP) |
| 6 november WK 1966 kwalificatie № 226 «onderlinge duels» 15:00 uur (UTC+1) | Philippe Gondet 8', 27' Nestor Combin 11', 38' |       | 53' Louis Pilot | Stade Vélodrome, Marseille Toeschouwers: 30.080 Scheidsrechter: Daniel Zariquiegui Izco (ESP) |

|                                                                          |        |       |                |                                                                                    |
| 10 november Vriendschappelijk № 227 «onderlinge duels» 19:30 uur (UTC+1) | België | 2 – 1 | Luxemburg      | Stade Сommunal, Namen Toeschouwers: 6.000 Scheidsrechter: Adrianus Boogaerts (NED) |
| 10 november Vriendschappelijk № 227 «onderlinge duels» 19:30 uur (UTC+1) | ?      |       | 55' Edy Dublin | Stade Сommunal, Namen Toeschouwers: 6.000 Scheidsrechter: Adrianus Boogaerts (NED) |

### 1966
|                                                                       |           |       |        |                                                                                                |
| 20 maart Vriendschappelijk № 228 «onderlinge duels» 15:00 uur (UTC+1) | Luxemburg | 0 – 3 | Italië | Emile Mayrischstadion, Esch-sur-Alzette Toeschouwers: 8.000 Scheidsrechter: Helmut Fritz (FRG) |
| 20 maart Vriendschappelijk № 228 «onderlinge duels» 15:00 uur (UTC+1) |           | ?     |        | Emile Mayrischstadion, Esch-sur-Alzette Toeschouwers: 8.000 Scheidsrechter: Helmut Fritz (FRG) |

|                                                                       |                          |       |        |                                                                                         |
| 17 april Vriendschappelijk № 229 «onderlinge duels» 15:30 uur (UTC+1) | Luxemburg                | 1 – 3 | België | Stade Municipal, Luxemburg Toeschouwers: 2.500 Scheidsrechter: Adrianus Boogaerts (NED) |
| 17 april Vriendschappelijk № 229 «onderlinge duels» 15:30 uur (UTC+1) | Johny Léonard 81' (pen.) |       | ?      | Stade Municipal, Luxemburg Toeschouwers: 2.500 Scheidsrechter: Adrianus Boogaerts (NED) |

|                                                                           |                                                                             |       |           |                                                                                   |
| 2 oktober EK 1968 kwalificatie № 230 «onderlinge duels» 12:00 uur (UTC+1) | Polen                                                                       | 4 – 0 | Luxemburg | Stadion Miejski, Szczecin Toeschouwers: 10.840 Scheidsrechter: Erwin Vetter (DDR) |
| 2 oktober EK 1968 kwalificatie № 230 «onderlinge duels» 12:00 uur (UTC+1) | Andrzej Jarosik 49' Jan Liberda 54' Ryszard Grzegorczyk 73' Jerzy Sadek 88' |       |           | Stadion Miejski, Szczecin Toeschouwers: 10.840 Scheidsrechter: Erwin Vetter (DDR) |

|                                                                         |        |       |                 |                                                                                    |
| 23 oktober Vriendschappelijk № 231 «onderlinge duels» 15:00 uur (UTC+1) | België | 5 – 1 | Luxemburg       | Stade du Panorama, Verviers Toeschouwers: 3.500 Scheidsrechter: Roger Machin (FRA) |
| 23 oktober Vriendschappelijk № 231 «onderlinge duels» 15:00 uur (UTC+1) | ?      |       | 83' Louis Pilot | Stade du Panorama, Verviers Toeschouwers: 3.500 Scheidsrechter: Roger Machin (FRA) |

|                                                                             |           |                                                   |           |                                                                                     |
| 26 november EK 1968 kwalificatie № 232 «onderlinge duels» 15:00 uur (UTC+1) | Luxemburg | 0 – 3                                             | Frankrijk | Stade Municipal, Luxemburg Toeschouwers: 3.456 Scheidsrechter: Lau van Ravens (NED) |
| 26 november EK 1968 kwalificatie № 232 «onderlinge duels» 15:00 uur (UTC+1) |           | 8' Yves Herbet 40' Hervé Revelli 41' Georges Lech |           | Stade Municipal, Luxemburg Toeschouwers: 3.456 Scheidsrechter: Lau van Ravens (NED) |

### 1967
|                                                                         |                |       |           |                                                                      |
| 17 januari Vriendschappelijk № 233 «onderlinge duels» 19:30 uur (UTC+1) | West-Duitsland | 2 – 0 | Luxemburg | Tivoli, Aken Toeschouwers: 35.000 Scheidsrechter: Jef Dorpmans (NED) |
| 17 januari Vriendschappelijk № 233 «onderlinge duels» 19:30 uur (UTC+1) | ?              |       |           | Tivoli, Aken Toeschouwers: 35.000 Scheidsrechter: Jef Dorpmans (NED) |

|                                                                         |        |       |           |                                                                                    |
| 29 januari Vriendschappelijk № 234 «onderlinge duels» 16:30 uur (UTC+1) | Spanje | 5 – 0 | Luxemburg | Estadi de Sarrià, Barcelona Toeschouwers: 30.000 Scheidsrechter: Roger Barde (FRA) |
| 29 januari Vriendschappelijk № 234 «onderlinge duels» 16:30 uur (UTC+1) | ?      |       |           | Estadi de Sarrià, Barcelona Toeschouwers: 30.000 Scheidsrechter: Roger Barde (FRA) |

|                                                                          |           |                                                        |        |                                                                                  |
| 19 maart EK 1968 kwalificatie № 235 «onderlinge duels» 16:00 uur (UTC+1) | Luxemburg | 0 – 5                                                  | België | Stade Municipal, Luxemburg Toeschouwers: 9.307 Scheidsrechter: Karl Göppel (SUI) |
| 19 maart EK 1968 kwalificatie № 235 «onderlinge duels» 16:00 uur (UTC+1) |           | 20', 36' Paul Van Himst 29', 60', 73' Jacques Stockman |        | Stade Municipal, Luxemburg Toeschouwers: 9.307 Scheidsrechter: Karl Göppel (SUI) |

|                                                                          |           |       |       |                                                                                    |
| 16 april EK 1968 kwalificatie № 236 «onderlinge duels» 16:00 uur (UTC+1) | Luxemburg | 0 – 0 | Polen | Stade Municipal, Luxemburg Toeschouwers: 7.229 Scheidsrechter: Einer Poulsen (DEN) |
| 16 april EK 1968 kwalificatie № 236 «onderlinge duels» 16:00 uur (UTC+1) |           |       |       | Stade Municipal, Luxemburg Toeschouwers: 7.229 Scheidsrechter: Einer Poulsen (DEN) |

|                                                                         |                   |       |        |                                                                                      |
| 22 oktober Vriendschappelijk № 237 «onderlinge duels» 15:00 uur (UTC+1) | Luxemburg         | 1 – 1 | Spanje | Stade Municipal, Luxemburg Toeschouwers: 7.000 Scheidsrechter: Rudolf Scheurer (SUI) |
| 22 oktober Vriendschappelijk № 237 «onderlinge duels» 15:00 uur (UTC+1) | Josy Kirchens 58' |       | ?      | Stade Municipal, Luxemburg Toeschouwers: 7.000 Scheidsrechter: Rudolf Scheurer (SUI) |

|                                                                             |                                        |       |           |                                                                                       |
| 22 november EK 1968 kwalificatie № 238 «onderlinge duels» 19:30 uur (UTC+1) | België                                 | 3 – 0 | Luxemburg | Albert Dyserynckstadion, Brugge Toeschouwers: 6.745 Scheidsrechter: Bill O`Neil (IRL) |
| 22 november EK 1968 kwalificatie № 238 «onderlinge duels» 19:30 uur (UTC+1) | Johny Thio 62', 77' Roger Claessen 65' |       |           | Albert Dyserynckstadion, Brugge Toeschouwers: 6.745 Scheidsrechter: Bill O`Neil (IRL) |

|                                                                             |                             |       |                |                                                                                    |
| 23 december EK 1968 kwalificatie № 239 «onderlinge duels» 14:30 uur (UTC+1) | Frankrijk                   | 3 – 1 | Luxemburg      | Parc des Princes, Parijs Toeschouwers: 7.320 Scheidsrechter: Aníbal Oliveira (POR) |
| 23 december EK 1968 kwalificatie № 239 «onderlinge duels» 14:30 uur (UTC+1) | Charly Loubet 42', 47', 53' |       | 85' Jean Klein | Parc des Princes, Parijs Toeschouwers: 7.320 Scheidsrechter: Aníbal Oliveira (POR) |

### 1968
|                                                                       |                         |       |           |                                                                                                  |
| 31 maart Vriendschappelijk № 240 «onderlinge duels» 15:30 uur (UTC+1) | Luxemburg               | 1 – 4 | Frankrijk | Emile Mayrischstadion, Esch-sur-Alzette Toeschouwers: 2.500 Scheidsrechter: Hubert Burguet (BEL) |
| 31 maart Vriendschappelijk № 240 «onderlinge duels» 15:30 uur (UTC+1) | Emile Antony 32' (pen.) |       | ?         | Emile Mayrischstadion, Esch-sur-Alzette Toeschouwers: 2.500 Scheidsrechter: Hubert Burguet (BEL) |

|                                                                       |                                                 |       |           |                                                                                     |
| 17 april Vriendschappelijk № 241 «onderlinge duels» 19:30 uur (UTC+1) | Luxemburg                                       | 3 – 4 | Nederland | Stade Municipal, Luxemburg Toeschouwers: 2.500 Scheidsrechter: Raymond Poncin (FRA) |
| 17 april Vriendschappelijk № 241 «onderlinge duels» 19:30 uur (UTC+1) | Jean Klein 10' Edy Dublin 45' Johny Léonard 50' |       | ?         | Stade Municipal, Luxemburg Toeschouwers: 2.500 Scheidsrechter: Raymond Poncin (FRA) |

|                                                                    |           |       |        |                                                                                      |
| 1 mei Vriendschappelijk № 242 «onderlinge duels» 15:30 uur (UTC+1) | Luxemburg | 0 – 1 | België | Stade Municipal, Luxemburg Toeschouwers: 3.000 Scheidsrechter: Mario Clematide (SUI) |
| 1 mei Vriendschappelijk № 242 «onderlinge duels» 15:30 uur (UTC+1) |           | ?     |        | Stade Municipal, Luxemburg Toeschouwers: 3.000 Scheidsrechter: Mario Clematide (SUI) |

|                                                                             |           |                                    |           |                                                                              |
| 4 september WK 1970 kwalificatie № 243 «onderlinge duels» 20:30 uur (UTC+1) | Luxemburg | 0 – 2                              | Nederland | De Kuip, Rotterdam Toeschouwers: 48.188 Scheidsrechter: Hubert Burguet (BEL) |
| 4 september WK 1970 kwalificatie № 243 «onderlinge duels» 20:30 uur (UTC+1) |           | 22' Wim Jansen 70' Wim van Hanegem |           | De Kuip, Rotterdam Toeschouwers: 48.188 Scheidsrechter: Hubert Burguet (BEL) |

|                                                                          |                                                              |       |                       |                                                                                           |
| 20 november Vriendschappelijk № 244 «onderlinge duels» 19:00 uur (UTC+1) | Denemarken                                                   | 5 – 1 | Luxemburg             | Københavns Idrætspark, Kopenhagen Toeschouwers: 8.800 Scheidsrechter: Heinz Siebert (FRG) |
| 20 november Vriendschappelijk № 244 «onderlinge duels» 19:00 uur (UTC+1) | Bent Jensen 10', 38' Finn Wiberg 15' (pen.), 35', 70' (pen.) |       | 43' (pen.) Jean Klein | Københavns Idrætspark, Kopenhagen Toeschouwers: 8.800 Scheidsrechter: Heinz Siebert (FRG) |

|                                                                         |           |       |        |                                                                                 |
| 8 december Vriendschappelijk № 245 «onderlinge duels» 14:45 uur (UTC+1) | Luxemburg | 0 – 1 | België | Stade Municipal, Luxemburg Toeschouwers: 2.500 Scheidsrechter: Alfred Ott (FRG) |
| 8 december Vriendschappelijk № 245 «onderlinge duels» 14:45 uur (UTC+1) |           | ?     |        | Stade Municipal, Luxemburg Toeschouwers: 2.500 Scheidsrechter: Alfred Ott (FRG) |

### 1969
|                                                                          |                                                             |       |           |                                                                          |
| 26 maart WK 1970 kwalificatie № 246 «onderlinge duels» 20:30 uur (UTC+1) | Nederland                                                   | 4 – 0 | Luxemburg | De Kuip, Rotterdam Toeschouwers: 47.207 Scheidsrechter: Jack Adair (NIR) |
| 26 maart WK 1970 kwalificatie № 246 «onderlinge duels» 20:30 uur (UTC+1) | Johan Cruijff 25' Dick van Dijk 29' Theo Pahlplatz 85', 89' |       |           | De Kuip, Rotterdam Toeschouwers: 47.207 Scheidsrechter: Jack Adair (NIR) |

|                                                                       |                                    |       |                          |                                                                                     |
| 10 april Vriendschappelijk № 247 «onderlinge duels» 19:30 uur (UTC+1) | Luxemburg                          | 2 – 1 | Mexico                   | Stade Municipal, Luxemburg Toeschouwers: 6.000 Scheidsrechter: Raymond Poncin (FRA) |
| 10 april Vriendschappelijk № 247 «onderlinge duels» 19:30 uur (UTC+1) | Johny Léonard 63' Paul Philipp 81' |       | 38' (e.d.) Fernand Jeitz | Stade Municipal, Luxemburg Toeschouwers: 6.000 Scheidsrechter: Raymond Poncin (FRA) |

|                                                                          |                                                                                             |       |                   |                                                                                 |
| 20 april WK 1970 kwalificatie № 248 «onderlinge duels» 12:00 uur (UTC+1) | Polen                                                                                       | 8 – 1 | Luxemburg         | Stadion Miejski, Krakau Toeschouwers: 28.327 Scheidsrechter: Kåre Sirevåg (NOR) |
| 20 april WK 1970 kwalificatie № 248 «onderlinge duels» 12:00 uur (UTC+1) | Włodzimierz Lubański 9', 20', 36', 82' (pen.), 86' Kazimierz Deyna 53', 58' Jerzy Wilim 64' |       | 68' Johny Léonard | Stadion Miejski, Krakau Toeschouwers: 28.327 Scheidsrechter: Kåre Sirevåg (NOR) |

|                                                                          |                                   |       |                          |                                                                                                |
| 23 april WK 1970 kwalificatie № 249 «onderlinge duels» 18:00 uur (UTC+2) | Bulgarije                         | 2 – 1 | Luxemburg                | Vasil Levski Nationaal Stadion, Sofia Toeschouwers: 18.998 Scheidsrechter: Doğan Babacan (TUR) |
| 23 april WK 1970 kwalificatie № 249 «onderlinge duels» 18:00 uur (UTC+2) | Georgi Asparukhov 31' (pen.), 49' |       | 50' (pen.) Johny Léonard | Vasil Levski Nationaal Stadion, Sofia Toeschouwers: 18.998 Scheidsrechter: Doğan Babacan (TUR) |

|                                                                            |                   |       |                                                                                                 |                                                                                              |
| 12 oktober WK 1970 kwalificatie № 250 «onderlinge duels» 15:00 uur (UTC+1) | Luxemburg         | 1 – 5 | Polen                                                                                           | Stade Municipal, Luxemburg Toeschouwers: 5.431 Scheidsrechter: Antonio Camacho Jiménez (ESP) |
| 12 oktober WK 1970 kwalificatie № 250 «onderlinge duels» 15:00 uur (UTC+1) | Josy Kirchens 37' |       | 49', 67' Kazimierz Deyna 54' (pen.) Andrzej Jarosik 58' Bronisław Bula 61' Włodzimierz Lubański | Stade Municipal, Luxemburg Toeschouwers: 5.431 Scheidsrechter: Antonio Camacho Jiménez (ESP) |

|                                                                         |        |       |                              |                                                                                    |
| 5 november Vriendschappelijk № 251 «onderlinge duels» 20:00 uur (UTC+1) | België | 3 – 2 | Luxemburg                    | Neuvillestadion, Charleroi Toeschouwers: 4.076 Scheidsrechter: René Vigliani (FRA) |
| 5 november Vriendschappelijk № 251 «onderlinge duels» 20:00 uur (UTC+1) | ?      |       | 9', 18' Jean-Jacques Schartz | Neuvillestadion, Charleroi Toeschouwers: 4.076 Scheidsrechter: René Vigliani (FRA) |

|                                                                            |                         |       |                                                            |                                                                                     |
| 7 december WK 1970 kwalificatie № 252 «onderlinge duels» 14:45 uur (UTC+1) | Luxemburg               | 1 – 3 | Bulgarije                                                  | Stade Municipal, Luxemburg Toeschouwers: 4.929 Scheidsrechter: Iorwerth Jones (WAL) |
| 7 december WK 1970 kwalificatie № 252 «onderlinge duels» 14:45 uur (UTC+1) | Paul Philipp 58' (pen.) |       | 35' Dinko Dermendzhiev 37' Dimitr Yakimov 83' Hristo Bonev | Stade Municipal, Luxemburg Toeschouwers: 4.929 Scheidsrechter: Iorwerth Jones (WAL) |

UEFA: Albanië · België · Bulgarije · Cyprus · Denemarken · West-Duitsland · Duitse Democratische Republiek · Engeland · Finland · Frankrijk · Griekenland · Hongarije · Ierland · IJsland · Italië · Joegoslavië · Luxemburg · Malta · Nederland · Noord-Ierland · Noorwegen · Oostenrijk · Polen · Portugal · Roemenië · Schotland · Sovjet-Unie · Spanje · Tsjecho-Slowakije · Turkije · Wales · Zweden · Zwitserland

CAF: Madagaskar AFC: Israël

FLF · A-internationals · Bondscoaches · Statistieken · Luxemburgs vrouwenelftal · Luxemburg U21 · Luxemburg U19 · Luxemburg U18 · Luxemburg U17 · Luxemburg U16
1911 – 1919 ·
1920 – 1929 ·
1930 – 1939 ·
1940 – 1949 ·
1950 – 1959 ·
1960 – 1969 ·
1970 – 1979 ·
1980 – 1989 ·
1990 – 1999 ·
2000 – 2009 ·
2010 – 2019 ·
2020 − 2029
OS 1920 · 
OS 1924 · 
OS 1928 · 
OS 1936 · 
OS 1948 · 
OS 1952
1911 · 
1912 · 
1913 · 
1914 · 
1915 · 1916 · 1917 · 1918 · 1919 · 
1920 · 
1921 · 1922 · 1923 · 
1924 · 
1925 · 1926 · 
1927 · 
1928 · 
1929 · 1930 · 1931 · 1932 · 1933 · 
1934 · 
1935 · 
1936 · 
1937 · 
1938 · 
1939 · 
1940 · 
1941 · 1942 · 1943 · 1944 · 
1945 · 
1946 · 
1947 · 
1948 · 
1949 · 
1950 · 
1952 · 
1952 · 
1953 · 
1954 · 
1955 · 
1956 · 
1957 · 
1958 · 
1959 · 
1960 · 
1961 · 
1962 · 
1963 · 
1964 · 
1965 · 
1966 · 
1967 · 
1968 · 
1969 · 
1970 · 
1971 · 
1972 · 
1973 · 
1974 · 
1975 · 
1976 · 
1977 · 
1978 · 
1979 · 
1980 · 
1981 · 
1982 · 
1983 · 
1984 · 
1985 · 
1986 · 
1987 · 
1988 · 
1989 · 
1990 · 
1991 · 
1992 · 
1993 · 
1994 · 
1995 · 
1996 · 
1997 · 
1998 · 
1999 · 
2000 · 
2001 · 
2002 · 
2003 · 
2004 · 
2005 · 
2006 · 
2007 · 
2008 · 
2009 · 
2010 · 
2011 · 
2012 · 
2013 · 
2014 · 
2015 ·
2016 ·
2017 ·
2018 ·
2019 ·
2020 ·
2021
Afghanistan ·
Albanië ·
Algerije ·
Armenië ·
Azerbeidzjan ·
België ·
Bosnië en Herzegovina ·
Brazilië ·
Bulgarije ·
Canada ·
Cyprus ·
DDR ·
Denemarken ·
(West-)Duitsland ·
Egypte ·
Engeland ·
Estland ·
Faeröer ·
Finland ·
Frankrijk ·
Gambia ·
Georgië ·
Griekenland ·
Hongarije ·
Ierland ·
IJsland ·
Israël ·
Italië ·
Japan ·
Joegoslavië ·
Kaapverdië ·
Kameroen ·
Kazachstan ·
Letland ·
Liechtenstein ·
Litouwen ·
Madagaskar ·
Malta ·
Marokko ·
Mexico ·
Moldavië ·
Montenegro ·
Myanmar ·
Nederland ·
Nigeria ·
Noord-Ierland ·
Noord-Macedonië ·
Noorwegen ·
Oekraïne ·
Oostenrijk ·
Polen ·
Portugal ·
Qatar ·
Roemenië ·
Rusland ·
San Marino ·
Saoedi-Arabië ·
Schotland ·
Senegal ·
Servië ·
Servië en Montenegro ·
Slovenië ·
Slowakije ·
Sovjet-Unie ·
Spanje ·
Thailand ·
Togo ·
Tsjechië ·
Tsjecho-Slowakije ·
Turkije ·
Uruguay ·
Verenigde Staten ·
Wales ·
Wit-Rusland ·
Zuid-Korea ·
Zweden ·
Zwitserland